# カイル・アボット
ローレンス・カイル・アボット（Lawrence Kyle Abbott, 1968年2月18日 - ）は、メジャーリーグベースボールの左投左打の投手。アメリカ合衆国のマサチューセッツ州出身。

## 来歴・人物
カリフォルニア大学サンディエゴ校、カリフォルニア州立大学ロングビーチ校を経て、1989年にカリフォルニア・エンゼルスにドラフト1巡目（全米9番目）で入団。エンゼルスは前年のジム・アボットから2年連続でアボット姓の左投手をドラフト1巡目で指名したことになる。特別目を見張る数字を残したわけではなかったがマイナーの出世街道をとんとん拍子で進み、プロ入り3年目の1991年、9月10日のテキサス・レンジャーズ戦で先発投手として登板し、メジャーデビューを果たした。
同年オフにボン・ヘイズとのトレードでルーベン・アマロ・ジュニアとともにフィラデルフィア・フィリーズへ移籍。迎えた1992年、アボットはフィリーズでも先発を務めていたが、5月18日の登板で敗戦投手になり、開幕から1勝も出来ずに7連敗となった。そこで一旦マイナーへと降格。マイナーでは5試合で35.0回を投げ、防御率1.54という好投を見せたため、6月21日の試合でメジャー復帰を果たした。しかし復帰後の4試合で4敗を喫し、遂に開幕11連敗。11連敗した時点での防御率も5.40と、決して誉められるものではなかった。その後は7月18日にようやくシーズン1勝目を手にしたが、8月序盤に2連敗を喫し、8月中旬からはリリーフを務めるようになった。しかしリリーフで登板した12試合でも防御率8.82、被打率.324と散々で、シーズンでは1勝14敗という数字に終わった。
前年の結果を受けて、1993年はマイナーから出直す年となった。この年は1年を通してマイナーでプレーし、12勝を記録するも、オフにはフィリーズを解雇され、翌1994年は日本の近鉄バファローズでプレーすることになった。だがバファローズでは脚の故障もあって4試合の出場にとどまり、シーズンオフには再びフィリーズに入団した。
出戻りの年となった1995年はリリーフばかりで18試合に登板。シーズン最初の登板で白星を手にするなど、14試合に登板した時点では防御率2.84となかなかの投球を見せていたが、その後4試合で防御率12.00と打ち込まれ、終わってみれば特別目立った数字を残すことは出来なかった。
シーズン終了後にフリーエージェントとなり、1996年5月29日にようやく古巣のエンゼルスと契約。しかし8月の3試合に登板して9失点しただけというシーズンに終わってしまった。この年限りで現役を引退。ドラフト1巡目選手ではあったが、第二のジム・アボットとはいかず、目立った実績を残せないままの引退となった。
ちなみに、1996年にアボットが付けていた背番号は、後に松井秀喜が背負うことになる55番だった。
主にカーブ、決め球はチェンジアップを武器とした。

## 詳細情報

### 年度別投手成績
| 年 度    | 球 団    | 登 板 | 先 発 | 完 投 | 完 封 | 無 四 球 | 勝 利 | 敗 戦 | セ 丨 ブ | ホ 丨 ル ド | 勝 率 | 打 者 | 投 球 回 | 被 安 打 | 被 本 塁 打 | 与 四 球 | 敬 遠 | 与 死 球 | 奪 三 振 | 暴 投 | ボ 丨 ク | 失 点 | 自 責 点 | 防 御 率 | W H I P |
| -------- | -------- | ----- | ----- | ----- | ----- | -------- | ----- | ----- | -------- | ----------- | ----- | ----- | -------- | -------- | ----------- | -------- | ----- | -------- | -------- | ----- | -------- | ----- | -------- | -------- | ------- |
| 1991     | CAL      | 5     | 3     | 0     | 0     | 0        | 1     | 2     | 0        | -           | .333  | 90    | 19.2     | 22       | 2           | 13       | 0     | 1        | 12       | 1     | 1        | 11    | 10       | 4.58     | 1.78    |
| 1992     | PHI      | 31    | 19    | 0     | 0     | 0        | 1     | 14    | 0        | -           | .067  | 577   | 133.1    | 147      | 20          | 45       | 0     | 1        | 88       | 9     | 1        | 80    | 76       | 5.13     | 1.44    |
| 1994     | 近鉄     | 4     | 4     | 0     | 0     | 0        | 0     | 0     | 0        | --          | ----  | 65    | 11.2     | 25       | 0           | 9        | 0     | 0        | 8        | 0     | 0        | 11    | 10       | 7.71     | 2.91    |
| 1995     | PHI      | 18    | 0     | 0     | 0     | 0        | 2     | 0     | 0        | -           | 1.000 | 122   | 28.1     | 28       | 3           | 16       | 0     | 0        | 21       | 2     | 1        | 12    | 12       | 3.81     | 1.55    |
| 1996     | CAL      | 3     | 0     | 0     | 0     | 0        | 0     | 1     | 0        | -           | .000  | 26    | 4.0      | 10       | 1           | 5        | 0     | 0        | 3        | 1     | 0        | 9     | 9        | 20.25    | 3.75    |
| MLB：4年 | MLB：4年 | 57    | 22    | 0     | 0     | 0        | 4     | 17    | 0        | 0           | .190  | 815   | 185.1    | 207      | 26          | 79       | 0     | 2        | 124      | 13    | 3        | 112   | 107      | 5.20     | 1.54    |
| NPB：1年 | NPB：1年 | 4     | 4     | 0     | 0     | 0        | 0     | 0     | 0        | --          | ----  | 65    | 11.2     | 25       | 0           | 9        | 0     | 0        | 8        | 0     | 0        | 11    | 10       | 7.71     | 2.91    |

### 年度別守備成績
| 年 度 | 球 団 | 投手（P） | 投手（P） | 投手（P） | 投手（P） | 投手（P） | 投手（P） |
| 年 度 | 球 団 | 試 合     | 刺 殺     | 補 殺     | 失 策     | 併 殺     | 守 備 率  |
| ----- | ----- | --------- | --------- | --------- | --------- | --------- | --------- |
| 1991  | CAL   | 5         | 0         | 5         | 0         | 0         | 1.000     |
| 1992  | PHI   | 31        | 3         | 15        | 0         | 0         | 1.000     |
| 1994  | 近鉄  | 4         | 2         | 1         | 0         | 0         | 1.000     |
| 1995  | PHI   | 18        | 3         | 4         | 1         | 0         | .875      |
| 1996  | CAL   | 3         | 0         | 1         | 0         | 0         | 1.000     |
| MLB   | MLB   | 57        | 6         | 25        | 1         | 0         | .969      |

### 記録
NPB
- 初登板・初先発：1994年5月4日、対オリックスブルーウェーブ4回戦（グリーンスタジアム神戸）、1回1/3、2失点
- 初奪三振：同上

### 背番号
- 44 （1991年）
- 59 （1991年）
- 47 （1992年）
- 30 （1994年）
- 39 （1995年）
- 55 （1996年）